# نويميا دي سوسا
كارولينا نويميا أبرانش دي سوسا سواريس، المعروفة باسم نويميا دي سوسا (20 سبتمبر 1926 - 4 ديسمبر 2002)، كانت شاعرة من موزمبيق كتبت باللغة البرتغالية. كانت تُعرف أيضًا باسم فيرا ميكايا. كانت من أصل برتغالي وبانتو مختلط. كان شعر دي سوسا ومشاركتها في موزمبيقية جزءًا كبيرًا من الحركة الأدبية المناهضة للاستعمار في موزمبيق.

## حياتها
وُلدت نويميا من تراث مختلط الأعراق في كاتيمبي، على الجانب الجنوبي من الخليج على الجانب الآخر من العاصمة الموزمبيقية مابوتو. كان والدها من نسل عائلة لوسو-أفرو-هندية من جزيرة موزمبيق ؛ كان جدها لأمها ألمانيًا. علمها والدها القراءة في سن الرابعة، قبل وفاته بأربع سنوات. 
كتبت دي سوزا كثيرًا في سنواتها الأولى لكنها لم تنشر أعمالها حتى سن 22 عامًا في عام 1948. ومنذ ذلك العام، نشرت أعمالها بشكل متكرر على مدار السنوات الثلاث التالية. 
انتقلت إلى البرتغال في سن 25، وعاشت دي سوسا في لشبونة، وعملت مترجمة من 1951 إلى 1964. ثم غادرت إلى باريس، حيث عملت في القنصلية المحلية للمغرب. عادت إلى لشبونة في عام 1975 وأصبحت عضوًا في ANOP.
عملت مع العديد من الصحف والمجلات طوال حياتها. بعض من أبرز تعاوناتها كانت مع منساجم ؛ منسجم (لواندا) ؛ إيتناريو. (بورتو، 1959) ؛ يا برادو أفريكانو؛ فيرتيس (كويمبرا)، سول (البرازيل).
مهنة الكتابة
في أوائل الخمسينيات من القرن الماضي، انخرطت دي سوسا في حركة موزمبيقية. خلال هذه الفترة، كان الأدب المناهض للاستعمار في موزمبيق في ذروته وكانت دي سوزا واحدة من العديد من الكاتبات الموزمبيقيات الناشطات في المقاومة. كانت إحدى مساهمات دي سوسا الأولية في الحركة هي مشاركة أعمالها الأدبية مع وسائل الإعلام التي دعمت المقاومة. كتب دي سوزا قصيدة مؤثرة بعنوان «قصيدة الطفولة البعيدة» نُشرت في نشرة إخبارية عن المقاومة. كان هذا العمل الأدبي البارز من الأعمال التي لعبت دورًا هائلاً في انتشار الهوية الثقافية والوعي في حركة موزمبيقية.
موزمبيقية
كان موزمبيقية اسمًا لأدب جديد وثوري انتشر في جميع أنحاء موزمبيق خلال الأربعينيات والخمسينيات. حولت الثقافة المتعلمة في موزمبيق تركيزها من الأساليب الأوروبية إلى الوعي الثقافي الموزمبيقي، ومكافحة الاستعمار، والنشاط السياسي. كانت هذه الحركة الأدبية منبرًا مفتوحًا لمواطني موزمبيق لفتح حوار حول القضايا المتعلقة بالعرق والطبقة والسياسة. شارك كل من الرجال والنساء في هذه الحركة الأدبية الثورية.
المجلات الرئيسية الثلاث الداعمة والمرتبطة بـ موزمبيقية هي O Brado Africano و Itinerário و Msabo. [3]
نشرت نويميا بانتظام في O Brado Africano، ومنذ عام 1949 قامت بتنظيم وإخراج وتحرير أعمدة النساء حتى غادرت إلى البرتغال في عام 1951. خلال فترة دي سوسا في O Brado Africano، ركزت المحادثة على الهوية الأفريقية، والفخر الأسود، والنسوية الأصلية. غالبًا ما كانت تنشر أعمالها تحت اسم فيرا ميكا

## عملها
سانغي نيغرو، مابوتو: رابطة الكتاب الموزمبيقيين، 2001.
«إذا كنت تريد أن تعرفني» - تظهر هذه القصيدة في العديد من المختارات، بما في ذلك مارجريت ديكيندون (محرر)، عندما يبدأ الرصاص في الزهرة، ومارجريت بوسبي (محرر)، بنات إفريقيا (1992).